# Ancistropsylla
Ancistropsylla är ett släkte av loppor. Ancistropsylla ingår i familjen Ancistropsyllidae.
Ancistropsylla är enda släktet i familjen Ancistropsyllidae.
Kladogram enligt Catalogue of Life:
| Ancistropsylla | \| \| Ancistropsylla nepalensis \| \| \| \| \| \| Ancistropsylla roubaudi \| \| \| \| \| \| Ancistropsylla siamensis \| \| \| \| |
|                | \| \| Ancistropsylla nepalensis \| \| \| \| \| \| Ancistropsylla roubaudi \| \| \| \| \| \| Ancistropsylla siamensis \| \| \| \| |
|                | Ancistropsylla nepalensis |
|                | |
|                | Ancistropsylla roubaudi |
|                | |
|                | Ancistropsylla siamensis |
|                | |